# Luksemburg na Zimowych Igrzyskach Olimpijskich 1928
Reprezentacja Wielkiego Księstwa Luksemburga na Zimowych Igrzyskach Olimpijskich w St. Moritz liczyła pięciu sportowców, wyłącznie mężczyzn. Ekipa miała swoich przedstawicieli w jednej z ośmiu rozgrywanych dyscyplin sportowych. Chorążym reprezentacji był 31-letni bobsleista Guillaume Heldenstein. Reprezentacja nie zdobyła żadnych medali.
Luksemburski Komitet Olimpijski powstał w 1912 roku. Start reprezentacji Wielkiego Księstwa był jej pierwszym startem na zimowych igrzyskach olimpijskich i piątym startem na igrzyskach w ogóle.

## Wyniki

### Bobsleje
Wielkie Księstwo w konkurencjach bobslejowych podczas II Zimowych Igrzysk Olimpijskich reprezentowało pięciu zawodników. Najmłodszym zawodnikiem był 29-letni Raoul Weckbecker, zaś najstarszym był 38-letni Marc Schoetter.
Zawody planowano rozegrać 16 i 17 lutego na torze bobslejowym St. Moritz-Celerina. Jednak z powodu złych warunków pogodowych, zawody przeniesiono na dzień 18 lutego. Rywalizację rozegrano w dwóch, z planowanych czterech (dwie 16 lutego, dwie kolejne 17 lutego), turach ślizgów. W pierwszym ślizgu Luksemburczycy, z czasem 1:45,8; zajęli dwudzieste miejsce. W drugim ślizu, mimo gorszego czasu (1:46,9) zajęła dziewiętnaste miejsce. Z wynikiem łącznym 3:32,7 ekipa Luksemburga zajęła dwudzieste miejsce.
| Zawodnicy                                                                            | Czas 1 | Miejsce 1 | Czas 2 | Miejsce 2 | Razem  | Miejsce |
| ------------------------------------------------------------------------------------ | ------ | --------- | ------ | --------- | ------ | ------- |
| Marc Schoetter Raoul Weckbecker Guillaume Heldenstein Pierre Kaempff Auguste Hilbert | 1:45,8 | 20.       | 1:46,9 | 19.       | 3:32.7 | 20.     |